# Liste der Naturdenkmale in Hohenstein-Ernstthal
Die Liste der Naturdenkmale in Hohenstein-Ernstthal nennt die Naturdenkmale in Hohenstein-Ernstthal im sächsischen Landkreis Zwickau.

## Definition
„Naturdenkmäler sind rechtsverbindlich festgesetzte Einzelschöpfungen der Natur oder entsprechende Flächen bis zu fünf Hektar, deren besonderer Schutz erforderlich ist
1. aus wissenschaftlichen, naturgeschichtlichen oder landeskundlichen Gründen oder
2. wegen ihrer Seltenheit, Eigenart oder Schönheit.“

„§ 18 – Naturdenkmäler – (zu § 28 BNatSchG)
(1) Die Erklärung nach § 22 Abs. 1 BNatSchG von Teilen von Natur und Landschaft als Naturdenkmal erfolgt durch Rechtsverordnung oder Einzelanordnung.
(2) Über § 28 Abs. 1 BNatSchG hinaus können Naturdenkmäler zur Sicherung von Lebensgemeinschaften oder Lebensstätten von im Bestand gefährdeten oder streng geschützten Arten festgesetzt werden.“

## Liste
Diese Auflistung unterscheidet zwischen Flächennaturdenkmalen (FND) mit einer Fläche bis zu 5 ha (bei Verordnung nach DDR-Recht auch mehr) und Einzel-Naturdenkmalen (ND).
Link zu einem Kartenansichtstool, um Koordinaten zu setzen.
| Bild                          | Bezeichnung                      | Lage                                                                   | Beschreibung | Datum | Nummer       |
| ----------------------------- | -------------------------------- | ---------------------------------------------------------------------- | --- | ----- | ------------ |
| BW                            | Kreiselbach Hohenstein-Ernstthal | Hohenstein-Ernstthal (50° 48′ 32,8″ N, 12° 40′ 32,5″ O)                | FND. 37567 m² Fläche. Am Nordhang gelegener Eichen-Buchenwald auf schuttreichem Glimmerschiefer. Am Hangfuß fließt der Kreiselbach entlang. Daran liegt ein Teich mit artenreicher Ufervegetation und dichter Submersvegetation. Das Gebiet hat insbesondere Bedeutung für den seltenen Feuersalamander. | 2005  | Z364.231.111 |
| BW                            | Pechgraben                       | Hohenstein-Ernstthal und Callenberg (50° 49′ 32,2″ N, 12° 41′ 12,4″ O) | FND. 45706 m² Fläche. Der Pechgraben und sein Seitenarm, der Schindelgraben, sind als Beispiel der selten gewordenen stark mäandrierenden Mittelgebirgsbäche geschützt. | 1974  | Z364.231.118 |
| mehr Fotos \| Fotos hochladen | Serpentinitbruch                 | Hohenstein-Ernstthal (50° 49′ 13″ N, 12° 41′ 25,2″ O)                  | FND. 53907 m² Fläche. Im Waldenburger Oberwald gelegener Serpentinitbruch mit angrenzendem Haldengelände. 1974 unter Schutz gestellt wegen seiner interessanten Fauna und Flora und als geologisches Naturdenkmal von bezirklicher Bedeutung. | 1974  | Z364.231.119 |
| BW                            | Polsterteiche im Oberwald        | Hohenstein-Ernstthal (50° 48′ 53,9″ N, 12° 41′ 7,9″ O)                 | FND. 58866 m² Fläche. 1987 unter Schutz gestellt zum Schutz der hier angesalbten Population des Fadenmolches und zur Wiederansiedlung der kleinen Seerose. | 1990  | Z364.231.124 |
| mehr Fotos \| Fotos hochladen | Heroldteiche                     | Hohenstein-Ernstthal (50° 48′ 20,4″ N, 12° 44′ 28,7″ O)                | FND. Geschützt vor allem als Laichgewässer von Amphibien wie Grasfrosch, Teichfrosch, Erdkröte, Knoblauchkröte, Kammmolch, Teichmolch und Bergmolch. Lebensraum von Ringelnatter, Blindschleiche, vielen Vogelarten (z. B. Teichralle, Sumpfrohrsänger, Gelbspötter) und Insekten. Besondere Bedeutung im Biotopverbund. 16748 m² große Teilfläche südlich der S245 mit 3 Teichen sowie der östlich angrenzende Wiese. | 1984  | Z364.231.128 |
| mehr Fotos \| Fotos hochladen | Heroldteiche                     | Hohenstein-Ernstthal (50° 48′ 25,3″ N, 12° 44′ 22,6″ O)                | FND. 14644 m² große Teilfläche nördlich der S245 mit einem Teich sowie dem nördlich angrenzendem Gehölz. | 1984  | Z364.231.128 |
| BW                            | Nebel-Steinbruch                 | Wüstenbrand (50° 48′ 12,3″ N, 12° 44′ 26,9″ O)                         | FND. 28106 m² Fläche. Das Gebiet umfasst die südlichen 3 Heroldsteiche, den in den 1950er Jahren aufgelassenen Quarzporphyrsteinbruch mit Teich und den Ziegeleiteich. Es ist Amphibienlebensraum wie das nördlich angrenzende FND Heroldteiche. | 1984  | Z364.231.130 |
| mehr Fotos \| Fotos hochladen | Lutherlinde                      | Hohenstein (50° 48′ 26,1″ N, 12° 41′ 27,1″ O)                          | Im Jahr 1766 auf der Lutherhöhe gepflanzte Winterlinde. Zur Erinnerung an die Freilegung der Quelle des Hohensteiner Gesundbrunnens. Am Gesundbrunnen wurde von ca. 1829 bis um 1900 ein Kur- und Badehaus betrieben. | 1974  |              |